# Marie Tempest
Marie Tempest (15 de julio de 1864 – 15 de octubre de 1942) fue una cantante y actriz inglesa, conocida como la "reina de su profesión".

## Vida y carrera
Su verdadero nombre era Mary Susan Etherington, y nació en Londres, Inglaterra. Sus padres eran Edwin Etherington (1838–1880), un papelero, y Sarah Mary Castle Etherington. Tempest estudió en la Midhurst School y en un convento de ursulinas en Thildonck, Bélgica. Más adelante estudió música en París, Francia, y en la Royal Academy of Music de Londres, como pupila de canto de Manuel Vicente García, el tutor de Jenny Lind. Parte de su nombre teatral fue adoptado en honor de Lady Susan Vane-Tempest, a quien consideraba su madrina.
Tempest se casó con Alfred Edward Izard, otro estudiante de la Academy, en 1885. El matrimonio acabó en divorcio cuatro años más tarde, pero la pareja tuvo un hijo en 1888.

### Inicios de su carrera
Tempest debutó en 1885 con el papel de Fiametta en la opereta de Franz von Suppé Boccaccio, obra representada en el Teatro Comedy de Londres, donde también tuvo el primer papel de Erminie, obra de Edward Jakobowski. En los siguientes dos años brilló en la escena londinense en óperas ligeras compuestas por Florimond Hervé y André Messager, entre otros. Se hizo internacionalmente famosa por su interpretación del papel principal de Dorothy, obra de Alfred Cellier y B. C. Stephenson (1887), la cual se representó en 931 ocasiones. Su matrimonio se resintió a causa de rumores de una aventura suya con su productor, pero los mismos rumores consiguieron que aumentara su éxito entre el público.
En 1889 Tempest protagonizó la ópera de Cellier y Stephenson Doris. Al año siguiente interpretó a Kitty Carol en The Red Hussar, en Londres y después en Nueva York. Además hizo una gira de un año por los Estados Unidos y por Canadá con la J. C. Duff Comic Opera Company representando operetas como Carmen, Manon, Mignon, The Bohemian Girl, y The Pirates of Penzance. En los tres años posteriores trabajó en Broadway actuando en numerosas producciones, entre las que se incluyen The Tyrolean, The Fencing Master, de De Koven y Smith, y The Algerian. En este período fue considerada una de las pocas rivales de Lillian Russell.
En 1895, George Edwardes la llevó de nuevo a Londres para protagonizar sus producciones en el Teatro Daly, empezando con el papel de Adele en An Artist's Model, obra que se representó en más de 400 ocasiones. Le siguieron los papeles protagonistas de The Geisha (1896), con 760 representaciones, A Greek Slave (1898), y otro éxito internacional, San Toy (1899). Tempest era una estrella de carácter difícil, y sus discusiones con Edwardes y algunos de sus colegas eran bien conocidas. Pensaba que Edwardes era demasiado estricto, y finalmente abandonó San Toy en 1900, parece ser debido a una disputa acerca de su vestuario.

### Desde 1899 hasta la Primera Guerra Mundial
En 1899 Tempest se había casado nuevamente, esta vez con el actor y dramaturgo Cosmo Stuart, hijo de Lord Alexander Gordon-Lennox. Siguiendo el consejo de su marido, Tempest abandonó la opereta para dedicarse a la comedia convencional. En 1900 hizo el papel de Nell Gwynne en la obra de Anthony Hope English Nell, representada en el Teatro Prince of Wales de Londres, siguiendo en el mismo teatro en 1901 los papeles principales de Peg Woffington, de Charles Reade, y Becky Sharp, una adaptación de la novela La feria de las vanidades. El mismo año fue Polly Eccles en la pieza de T. W. Robertson Caste, y en 1902 fue la protagonista de The Marriage of Kitty, también escrita por Stuart. Estas obras la confirmaron como una gran actriz de comedia. Max Beerbohm dijo de ella que era "una de las pocas actrices inglesas dotadas para la emoción".
Tras otros muchos papeles de esa índole en los teatros Duke of York y Comedy, Tempest viajó por los Estados Unidos en 1904, retomando su papel en The Marriage of Kitty y el protagonista de The Freedom of Suzanne. Actuó en Londres en 1907 en The Truth, en el Comedy, obra escrita, dirigida e interpretada por Dion Boucicault, Jr.. También trabajó en The Barrier, de Alfred Sutro, en 1907. En 1908 la obra de Somerset Maugham Mrs. Dot le proporcionó la que quizás es su mejor interpretación, siguiendo a la misma actuaciones en All-of-a-Sudden Peggy y Penelope. Volvió a Estados Unidos en 1909 a fin de participar en una gira de dos años.
Otra vez en Inglaterra en 1911, Tempest se sumó al reparto de la producción de Herbert Beerbohm Tree de la obra The Critic, escrita por Richard Brinsley Sheridan. En dicho reparto figuraban Arthur Bourchier, C. Hayden Coffin, Lily Elsie, George Grossmith, Jr., Charles Hawtrey, Cyril Maude, Gerald du Maurier, Gertie Millar, Edmund Payne, Courtice Pounds, Violet Vanbrugh y Arthur Williams, entre otros. A partir de entonces empezó a dirigir los teatros en los que actuaba. Alquiló el Duke of York y produjo una reposición de The Marriage of Kitty. Protagonizó sus propias producciones en teatros londinenses en los siguientes años. Así, en 1913 produjo London Assurance. A partir de 1914 pasó ocho años viajando por Estados Unidos, Canadá, Australia, Nueva Zelanda, Sudáfrica, India, Singapur, China, Japón y Filipinas. En 1915 destacó su papel titular en la obra de James Matthew Barrie Rosalind.

### Últimos años
Tempest finalmente volvió a Inglaterra en 1922, volviendo a actuar en The Marriage of Kitty. El segundo marido de Tempest había muerto en 1921, y ella se casó de nuevo ese mismo año, esta vez en Sídney, Australia, con el actor William Graham Browne (1870–1937), quien le había acompañado a lo largo de su gira, y que trabajó de manera regular en las actuaciones de ella en el West End londinense. En 1924 interpretó un papel cantado en la obra de Clifford Bax Midsummer Madness, representada en el Teatro Lyric. También hizo el papel de Judith Bliss en Hay Fever (1925), de Noel Coward, papel que posteriormente interpretaron actrices como Edith Evans y Judi Dench. Su popularidad se mantuvo con shows como Passing Brompton Road, de Jevan Brandon-Thomas, y The Cat's Cradle, de Aimee y Philip Stuart. En 1927 volvió a cantar en The Marquise, obra escrita por Coward. Después trabajó en Mr. Pim Passes By, de A. A. Milne (1928), The First Mrs Fraser de St. John Ervine (1929, con 632 representaciones en el Teatro Haymarket), y Theatre Royal (1934).
En sus últimos años Tempest trabajó a favor de los miembros de su profesión. En 1934 participó en la fundación del sindicato de actores Actors' Equity. El 28 de mayo de 1935 Tempest cumplió 50 años en la profesión, celebrándose una función benéfica en el Teatro Royal a la que acudió el rey Jorge V del Reino Unido y la reina. El programa tenía homenajes de personalidades tales como J. M. Barrie, Noel Coward, Edward German, y Somerset Maugham.
En 1937 fue nombrada dama comendadora de la Orden del Imperio Británico, el mismo año en el que falleció su tercer marido. Al año siguiente interpretó a Dora Randolph en la pieza de Dodie Smith Dear Octopus. Tras ello siguió actuando, aunque con menor frecuencia. Viajó por Gran Bretaña con la obra The First Mrs. Fraser, junto a A. E. Matthews y Barry Morse, en 1941, un año antes de fallecer. Ese mismo año, en plena Segunda Guerra Mundial, su domicilio en Londres fue bombardeado, perdiendo ella casi todas sus posesiones.
Marie Tempest falleció en Londres en 1942. Fue incinerada en el Crematorio de Golders Green.

## Filmografía
- 1900 - San Toy en San Toy
- 1915 - Mrs. Plum en Mrs. Plum's Pudding
- 1937 - Baronesa Lindenborg en Moonlight Sonata
- 1938 - Jennifer Varwell en Yellow Sands